# Indita
La indita és un mineral de la classe dels sulfurs, que pertany al grup de la linneïta. Rep el seu nom de l'indi de la seva composició.

## Característiques
La indita és un sulfur de ferro i indi, de fórmula química FeIn₂S₄. Cristal·litza en el sistema cúbic. Es troba de manera massiva o en forma de grans de fins a 0,5 mil·límetres. La seva duresa a l'escala de Mohs és 5.
Segons la classificació de Nickel-Strunz, la indita pertany a «02.DA: Sulfurs metàl·lics, M:S = 3:4» juntament amb els següents minerals: bornhardtita, carrollita, cuproiridsita, cuprorhodsita, daubreelita, fletcherita, florensovita, greigita, kalininita, linneïta, malanita, polidimita, siegenita, trüstedtita, tyrrel·lita, violarita, xingzhongita, ferrorhodsita, cadmoindita, cuprokalininita, rodostannita, toyohaïta, brezinaïta, heideïta, inaglyita, konderita i kingstonita.

## Formació i jaciments
La indita és un mineral d'origen primari hidrotermal, i es troba reemplaçant cassiterita botrioide. Sol trobar-se associada tant a la cassiterita com a la dzhalindita. Va ser descoberta l'any 1963 al dipòsit de Sn de Dzhalinda (Far-Eastern Region, Rússia). A la mateixa regió russa, també se n'ha trobat indi a Verkhnee.